# Ehrharteae
Ehrharteae, tribus trajnica iz porodice trava sa ukupno 4 roda. Dio je potporodice Oryzoideae. Tribus je opisan 1937.

## Rodovi
1. Ehrharta Thunb. (25 spp.)
2. Tetrarrhena R.Br. (6 spp.)
3. Microlaena R.Br. (5 spp.)
4. Zotovia Edgar & Connor (3 spp.)